# Serafino Grassi
Serafino Grassi est un historien italien, né en 1769 a Asti et mort en 1835 à Vintimille.

## Biographie
Né en 1769 a Asti, fils unique de parents pauvres, il fit ses premières études dans sa ville natale. Un concours ayant été ouvert en 1787, pour deux bourses de sa province au collège royal de l'université de Turin, il en obtint une ; ce qui le fit admettre gratuitement pendant cinq ans à l'école de droit. Passionné pour la lecture des poètes latins et italiens, il improvisait souvent des chansons, des sonnets, et ne donnait à l'étude du droit que le temps nécessaire pour se mettre à même de subir ses examens. Enfin, en 1792, il reçut le bonnet de docteur, après avoir fait preuve de beaucoup de savoir dans un dernier examen public. Dès lors, aidé par un de ses oncles, il se livra presque tout entier à la poésie. En 1794 il publia, sous le titre de I baci (les Baisers), un recueil de poésies érotiques fort remarquables par la grâce et la facilité, mais trop licencieuses. Ce volume a eu beaucoup de succès. Devenu riche par la mort de son oncle, il se livra tout entier aux lettres et aux-arts. Après un voyage d'instruction dans la basse Italie, il se retira dans sa patrie ; et lorsque la bataille de Marengo eut amené la division du Piémont en départements français, et que la ville d'Asti devint le chef-lieu du Tanaro, il fut nommé conseiller de préfecture, et il s'occupa de l'histoire de son pays, pour la rédaction de laquelle il disposa de documents très-précieux, et qu'il n'aurait pas pu obtenir dans d'autres temps. Le département du Tanaro ayant été supprimé en 1806 par suite de la réunion du Génois à la France, Grassi, dégoûté de cette instabilité, refusa tout autre emploi et continua de rédiger son histoire, qui était sur le point de paraître, lorsque la restauration de 1814 et le retour du roi Victor-Emmanuel en retardèrent la publication. Il fallut, selon les anciens usages, soumettre le manuscrit à un censeur ; mais enfin cet ouvrage, rempli de faits très-curieux et écrit avec élégance, parut en 1817 sons le titre de Storia d'Asti, 2 vol. grand in-4°, dédié aux syndics et conseillers de la ville. Tirés à un petit nombre d'exemplaires, ces deux volumes sont devenus fort rares. Ils contiennent des détails précieux sur les guerres civiles du 16e siècle, lorsque cette ancienne république, après avoir été livrée à beaucoup de désordres, passa sous la domination des ducs d'Orléans, qui habitèrent Asti, où l'on voit encore les armoiries de France sculptées d'un très beau style en marbre blanc sur la porte de l'ancien palais. Admirateur de son concitoyen Alfieri, Grassi publia, en 1819, un Éloge de ce poète, qu'il avait envoyé au concours ouvert à Turin par le marquis Arborio Gattinara de Breme; mais ce ne fut pas lui qui obtint la médaille. Dès lors Grassi se consacra entièrement aux beaux-arts, et il augmenta beaucoup sa galerie. Il allait passer les hivers à Pise ou à Nice pour y soigner sa santé. Ce fut en retournant à Turin, au mois de mai 1835, que, surpris à Vintimille par une grave maladie, il y termina ses jours.